# Татарск
Тата́рск — город (с 27 января 1911 года) в России, административный центр Татарского района Новосибирской области.
Образует муниципальное образование город Татарск со статусом городского поселения как единственный населённый пункт в его составе.
По традиционному административно-территориальному устройству: город областного значения.
Население — 23 711 чел. (2021).

## Этимология
Возник как посёлок Станционный при станции Татарская (открыта в 1896 году при строительстве Транссиба). Название станции по близрасположенному селу Старая Татарка, называвшемуся по жившим в нём сибирским (барабинским) татарам. В 1911 году посёлок Станционный и село Старая Татарка объединены и в 1925 году образован город Татарск.

## История
До 1917 года
Появление города связано со строительством Транссибирской магистрали в конце XIX века. При строительстве железной дороги в 1894 году образована станция Татарская, получившая своё название от расположенной в двух верстах от станции деревни Татарка Казаткульской волости Каинского уезда Томской губернии. Деревня Татарка, названная в честь первых жителей, была основана в XVIII веке: по одним данным — в 1733—1735 годах при строительстве Московского тракта, по другим — в 1790 году.
Пристанционный посёлок быстро развивался за счёт постоянного притока переселенцев. Татарск стал перевалочным пунктом для переселенцев, в нём разместилось управление Южно — Каинского переселенческого подрайона, при котором находились врач, столовая и два барака, в котором проживали от 300 до 800 ожидающих отправки к новому месту жительства переселенцев. В 1897 году по указу императора в Татарске была построена однопрестольная Михаило-Архангельская церковь, а в 1900 году была построена ещё одна церковь — Христорождественская.
В период Столыпинских реформ приток переселенцев увеличился и к 1911 году Татарск превратился в солидный торговый пункт с численностью постоянного населения 4500 человек.
В связи с ростом поселения всё острее становились проблемы водоснабжения, медицинского обслуживания и отсутствия полиции. С целью решения этих проблем, а также для развития торговой деятельности население Татарска, в первую очередь, купцы обратились с ходатайством о преобразовании поселка в город, на что 27 января 1911 года последовало высочайшее повеление «…о преобразовании поселка в безуездный город Татарск Томской губернии с упрощённым городским управлением». При образовании города была проведена граница между Татарском и селом Старотатарским, и здания, принадлежавшие купцу Лушникову и старосте Кожину, оказались на территории Старотатарского. Купцы написали жалобу и дали взятку на сумму 1000 рублей чиновнику Лихачеву, после чего были внесены изменения в проект городского плана, включившие поместья купцов в черту города. В связи с приданием городу нового статуса появились новые должностные лица: городской староста, помощник городского старосты, заведующий полицейской частью, заведующий переселенческим подрайоном, инструктор маслоделия, лесничий, акцизный чиновник, инструктор городских училищ, начальник почтово-телеграфной конторы, два мировых судьи (5-го, 7-го участков), агент страховых обществ.
В 1912—1914 годах была сооружена Кулундинская магистраль, которая дала новый толчок дальнейшему развитию города, превратив его в железнодорожный узел.
Перед началом Первой мировой войны в городе насчитывалось около 100 купеческих лавок и магазинов. К тому времени в Татарске действовало более 15 контор по закупке сливочного масла, которые ежегодно отправляли за границу и в центральные районы России до З00 тыс. пудов масла. Объём поставок хлеба составлял свыше миллиона пудов хлеба в год. Крупными купцами считались братья Сосновские, Мариупольские, Желтовы, Бородин, Терехов, Цибис, Гусев, Лушников, Моцкарев, Малыгин, братья Шайхулины, Каспирович и др.
В городе развивалась пищевая, лесная и другие виды промышленности. Братья Желтовы имели маслобойные заводы, и держали монополию на торговлю лесом и пиломатериалами. Купец Малыгин владел маслобойным и кирпичным заводами. Кирпичные заводы также содержали купцы Гусев, Матвеев, Кишел. Купец Чернов имел паровую мельницу в городе (сгоревшую в 1963 году) и две ветряные мельницы в деревне Татарка. Ещё одна паровая мельница, располагавшаяся на берегу озера Татарское, принадлежала купцу Прадеру. Купец Шпигельман содержал электрическую мельницу. В городе было два мыловаренных завода, один из которых принадлежа «компании служащих» Шатиной, а другой — помощнику городского старосты Кузьмину.
Купец Гусев в 1912 году построил коммерческий клуб с рестораном, в котором после революции разместился кинотеатр имени Горького (снесён в 1980-х годах). Купцы Шпигельман и Цибис соорудили купеческое здание, в котором в советский период разместилась гастроном-хлебопекарня, затем оборудован гарнизонный клуб, а позднее — магазины, прозванные местными жителями «три поросёнка». Купец Лушников построил магазин скобяных товаров с надворной постройкой, в котором в настоящее время располагается магазин «Старая почта».
В 1913 году переселенческое управление направило в Татарск два автомобиля, которые стали одними из первых автомобилей в Томской губернии.
В декабре 1917 года быстро растущий город, по решению Совета Народных Комиссаров Советской России, стал центром Татарского уезда, — вновь созданного из западных волостей Каинского уезда Томской губернии, с добавлением сюда части волостей Акмолинской области. Через месяц руководители советской власти решают о необходимости передать уезд Акмолинской области. Однако сложности революционного времени, переходящего в состояние начинающейся Гражданской войны, заставляли отложить вопрос перевода уезда в юрисдикцию соседнего региона. Татарск и Татарский уезд будут в составе Томской губернии до 1919, до особого решения этого вопроса правительством Колчака.
После 1917 года
Большевики пришли к власти в городе 16 декабря 1917 года. Первым председателем Совета рабочих, крестьянских и солдатских депутатов стал Закриевский Макар Степанович. Однако с началом Гражданской войны удержать власть в городе им не удалось, город и уезд перешли под власть белых. Окончательно советская власть в Татарском уезде установилась вновь 26 ноября 1919 года, с приходом в город частей 5-й Красной Армии.
Ещё в 1919 году властью белых Татарский уезд был переподчинён Акмолинской области. Новая советская власть весной 1920 года формирует Омскую губернию и переподчиняет сюда уезд. Население уезда составляло 264 тысячи человек. Уезд включал 30 волостей и занимал значительную площадь — от Кыштовки на севере до Кулундинской степи на юге.
Татарский уезд был упразднён 13 августа 1925 года с образованием Татарского района в составе Сибирского края (с 1930 года — Западно-Сибирского края). Город Татарск стал городом областного подчинения и сохранил статус административного центра. По результатам Всесоюзной переписи населения 1926 года численность постоянного населения в городе составляла 9,7 тыс. человек и продолжала расти. К началу войны в городе постоянно проживало 25,6 тыс. человек. При образовании в 1937 году Новосибирской области Татарск и Татарский район стали частью этого нового региона.
В городе Татарск (Сибирский военный округ) на базе 79-го сп 73-й сд с 15 апреля 1939 года формировалась 109-я стрелковая дивизия 1939 года формирования. В июне 1939 дивизия переехала в Харанор. По директиве НКО СССР от 07.12.1939 переформирована в моторизованную.
29 марта 1944 года Татарск получил статус города областного подчинения.

## География
Город расположен в 457 километрах к западу от Новосибирска, недалеко от границы с Омской областью. Железнодорожный узел (станция Татарская).

### Климат
Климат умеренный континентальный. Зимы длительные и морозные. Лето жаркое и короткое.
| Показатель              | Янв.  | Фев.  | Март | Апр. | Май  | Июнь | Июль | Авг. | Сен. | Окт. | Нояб. | Дек.  | Год |
| ----------------------- | ----- | ----- | ---- | ---- | ---- | ---- | ---- | ---- | ---- | ---- | ----- | ----- | --- |
| Средняя температура, °C | −16,9 | −15,5 | −7,7 | 3,1  | 12,1 | 17,3 | 19,5 | 16,6 | 10,1 | 3,2  | −7,7  | −14,4 | 1,6 |
| Норма осадков, мм       | 19    | 16    | 14   | 20   | 34   | 48   | 64   | 54   | 38   | 28   | 32    | 26    | 393 |
| Источник: .             |       |       |      |      |      |      |      |      |      |      |       |       |     |

## Население
| 1926    | 1931    | 1959    | 1967    | 1970    | 1979    | 1989    |
| ------- | ------- | ------- | ------- | ------- | ------- | ------- |
| 9200    | ↘9000   | ↗30 786 | ↘29 000 | ↗29 589 | ↗30 893 | ↘30 355 |
| 1992    | 1996    | 1998    | 2002    | 2003    | 2005    | 2006    |
| ↗30 800 | ↘30 400 | ↘30 300 | ↘26 051 | ↗26 100 | ↗26 200 | ↗26 300 |
| 2007    | 2008    | 2009    | 2010    | 2011    | 2012    | 2013    |
| ↘26 293 | ↘26 000 | ↗26 076 | ↘24 217 | ↘24 200 | ↘23 992 | ↗24 008 |
| 2014    | 2015    | 2016    | 2017    | 2018    | 2019    | 2020    |
| ↗24 165 | ↗24 208 | ↘24 073 | ↘23 956 | ↘23 729 | ↘23 523 | ↘23 376 |
| 2021    |         |         |         |         |         |         |
| ↗23 711 |         |         |         |         |         |         |

## Экономика
На 1 января 2025 года по численности населения город находился на 598-м месте из 1124 городов Российской Федерации.
В Татарске располагаются следующие предприятия:
- вагонное ремонтное депо Татарская ОАО «РЖД»
- Татарская дистанция пути
- иные предприятия железнодорожного транспорта, элеватор,
- хлебокомбинат,
- завод сухого молока,
- лесническое хозяйство,
- ООО «Татарское АТП».

## Люди, связанные с городом
- Владимир Старостенко (1948—2017) — советский и российский государственный и хозяйственный деятель, Министр путей сообщения Российской Федерации (1999)
- Сергей Степанченко (род. 1959) — советский и российский актер театра и кино, народный артист Российской Федерации (1995)
- Константин Телегин (1899—1981) — советский военачальник, политработник, генерал-лейтенант, член военных советов ряда фронтов в период Великой Отечественной войны, член военного совета Группы советских войск в Германии (1945—1947)
- Владимир Нюхтилин (1907—1980) — советский военный лётчик и военачальник, генерал-майор авиации, участник Великой Отечественной и Советско-японской войн, командир 18-го смешанного авиационного корпуса
- Иван Язев (1895—1955) — советский астроном-геодезист, доктор физико-математических наук, профессор, директор астрономической обсерватории Иркутского государственного университета
- Валентина Минаева (1918—1992) — советский ботаник-биохимик, доктор биологических наук, профессор, главный научный сотрудник Центрального сибирского ботанического сада Сибирского отделения АН СССР, одна из основателей биохимических исследований лекарственных растений в Сибири

## Транспорт
Железнодорожная станция «Татарская» соединяет город с Калачинском, Новосибирском, Омском, Барабинском, Каргатом.
С автовокзала города автобусы ходят в Усть-Тарку, Красноярку, Кочневку, Камбар, Чаны-Сакан. Богдановку, Киевку, Богословку, Николаевку, Моховое, Увальск, Тайлаково.

## Достопримечательности
Памятник борцам революции, погибшим в годы гражданской войны (1965 г., скульптор П. И. Дьяков).
Историко-краеведческий музей — культурное учреждение было основано в июле 1985 года. В музее хранится более 3 тысяч томов литературы различных жанров. Наиболее популярна у посетителей военная техника музея: самолёт Ан-2, танк Т-34, паровоз, ГАЗ-АА, ЗИС-5, бронетранспортёр, трактор ДТ-54, трактор «Универсал».
Мемориальный комплекс — мемориал в честь воинов погибших во время Великой Отечественной войны был установлен в ноябре 1981 года.
Башня с часами — часы были установлены на кирпичную башню возле здания администрации в 1990 году. Над часами 2 года трудился умелец Абрам Яковлевич Штеффен.
- Башня с часами;
- Памятник труженикам села.

## Галерея
Фотогалерея
- Ул. Урицкого
- Ул. Ленина
- Часы-куранты на ул. Ленина
- Храм Покрова Пресвятой Богородицы